# گئورگ پائولی
گئورگ پائولی (سوئدی: Georg Pauli; ۲ ژوئیهٔ ۱۸۵۵ – ۲۸ نوامبر ۱۹۳۵) نقاش اهل سوئد بود. در آغاز تحت تأثیر ژول باستین-لپاژ آثار ناتورالیستی می‌آفرید. سپس به سبک‌های نمادگرایی و ترکیب‌گری رو آورد و در سال ۱۹۱۱ در پاریس جذب جنبش کوبیسم شد که در دهه ۱۹۲۰ آن را رها کرد.

## زندگینامه
پائولی در یونکوپینگ به دنیا آمد. او در سال‌های ۱۸۷۱–۱۸۷۵ و ۱۸۷۸–۱۸۷۹ در آکادمی سلطنتی هنر استکهلم تحصیل کرد و در طول دهه‌های ۱۸۷۰ و ۱۸۸۰ چندین سال در فرانسه و ایتالیا کار کرد. او نقاشی طبیعت گرایانه در داخل و خارج از خانه را تحت تأثیر باستین-لپاژ مطالعه کرد. در سال ۱۸۸۷ با نقاش سوئدی هانا هیرش (۱۸۶۴–۱۹۴۰) ازدواج کرد. در حدود سال ۱۸۹۰، او به سمت یک سبک نمادگرا و سنتتیک حرکت کرد. او که در سال ۱۹۱۱ در پاریس با کوبیسم مواجه شد، خود را نزد آندره لوته شاگردی کرد و به سمت سبک کوبیسم رفت، اما در دهه ۱۹۲۰ آن را کنار گذاشت. او مادام العمر به نقوش کلاسیک، اساطیر و نمادگرایی علاقه داشت که اغلب در نقاشی‌های او منعکس می‌شد. پائولی با شروع در دهه ۱۸۹۰ در نقاشی‌های یادبود، تزئین دیوارها در موزه گوتنبرگ (موزه فعلی شهر گوتبورگ)، خانه اپرای جدید استکهلم، مؤسسه سلطنتی فناوری در استکهلم، و بسیاری از مؤسسات عمومی دیگر تخصص داشت. او در تولینگه، شهرستان استکهلم درگذشت و با چندین نقاشی و طراحی‌های زیادی در موزه ملی، استکهلم نشان داده شد.

## نگارخانه

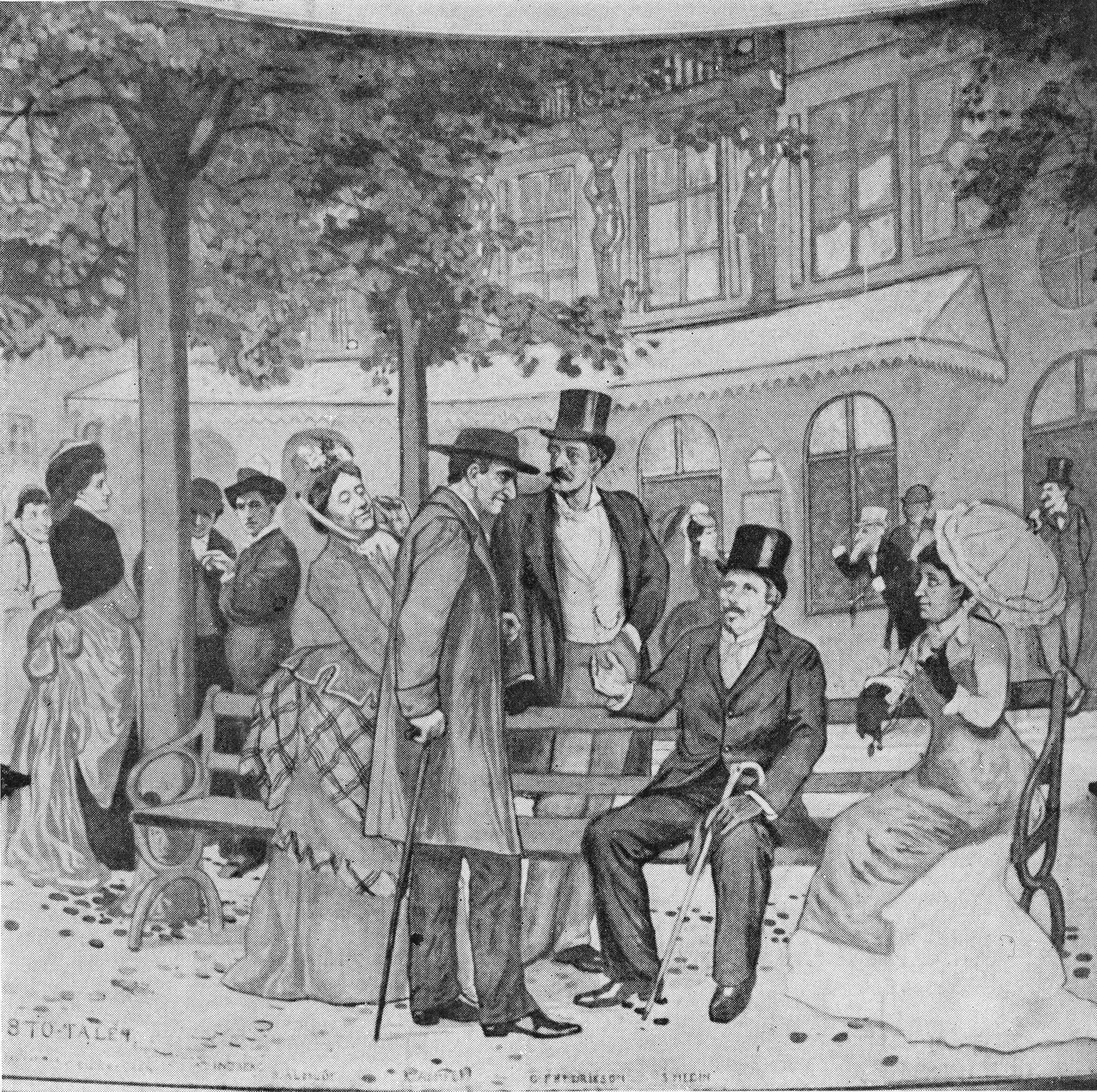
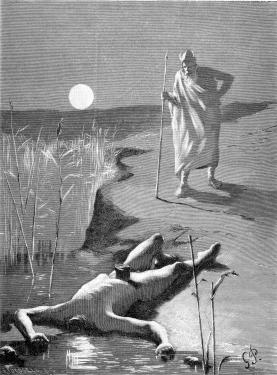
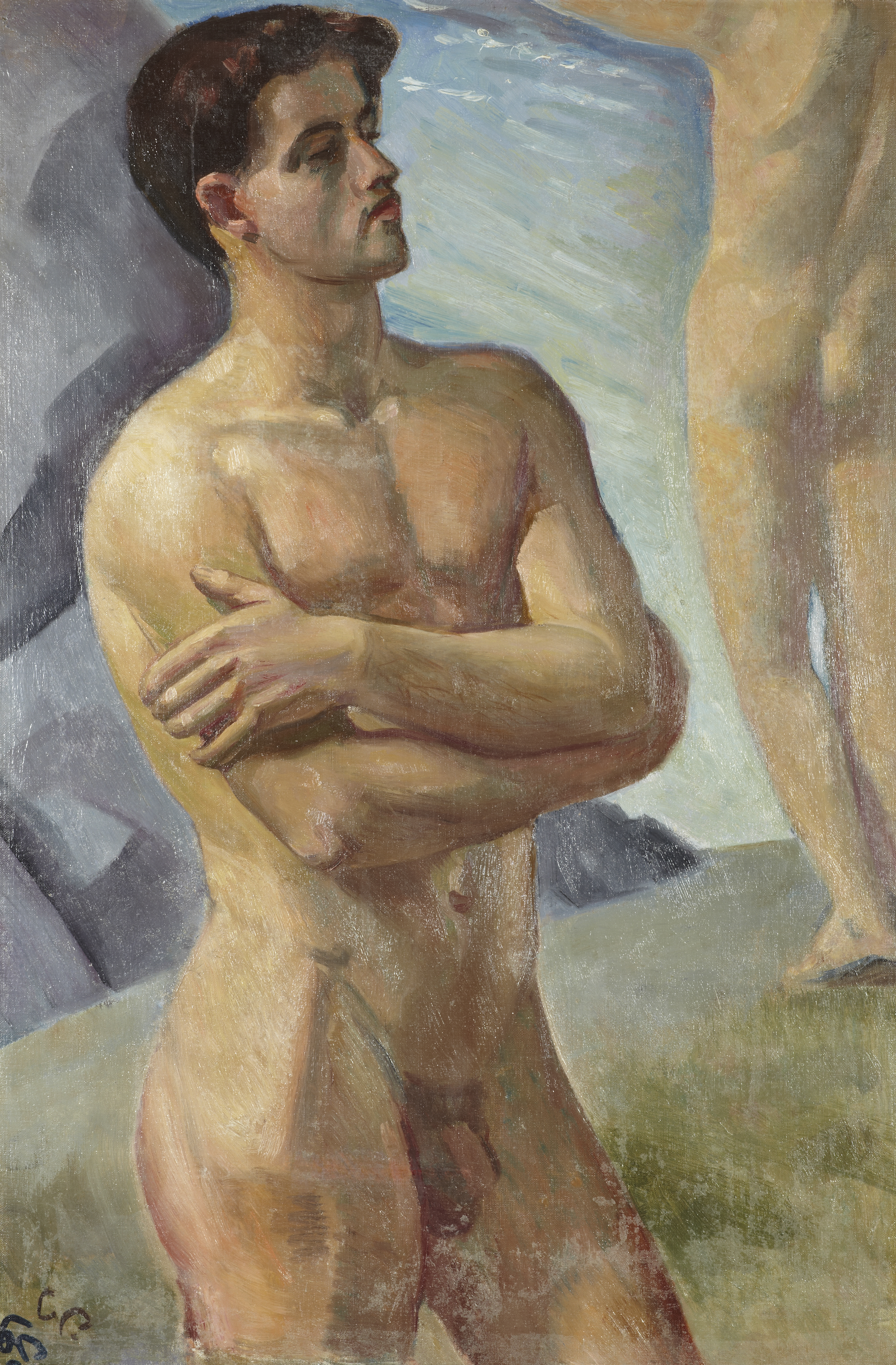
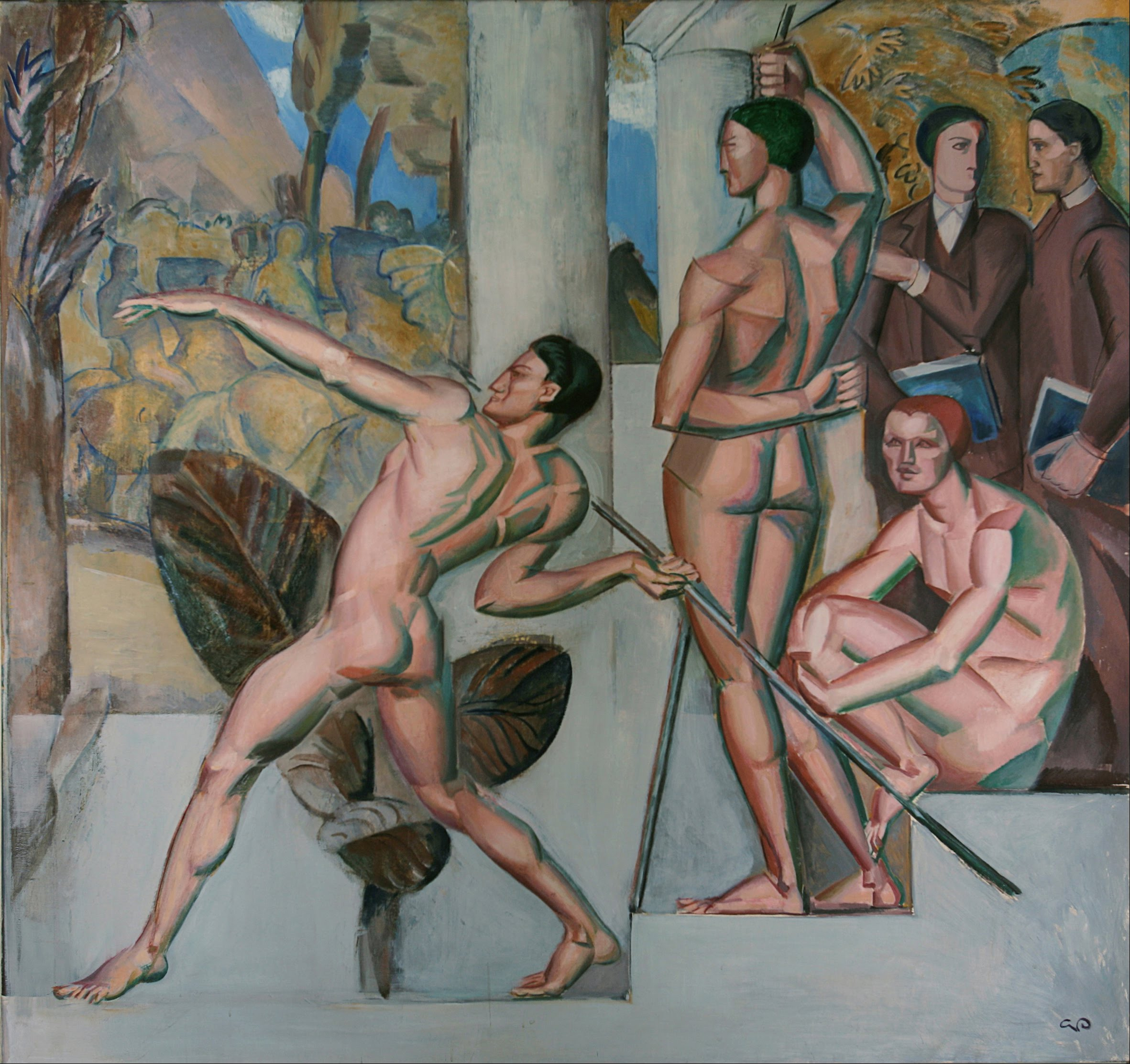
عقل سالم در بدن سالم است
۱۹۱۲ م.
موزه هنر مالمو